# Axel Springer SE
Axel Springer SE es grupo editorial alemán, el mayor de su país y uno de los mayores de Europa. Posee más de 150 periódicos y revistas en 36 países, así como cadenas de televisión, emisoras de radio y más de 50 sitios web. Tiene a su disposición más de 13.000 empleados y unos ingresos superiores a los 2.000 millones de euros.

## Historia
Fue fundado en 1946 por Axel Springer, que en 1952 lanzó el diario sensacionalista Bild, que se convirtió en el más leído de la República Federal de Alemania. El año siguiente compró el diario Die Welt, que hasta entonces publicaban las fuerzas británicas de ocupación. En 1960 Springer se hizo con el 100% de las acciones de la casa editorial Ullstein Verlag, lo que supuso un aumento en su poder e influencia mediáticas.
En 1968, los periódicos de Springer se opusieron duramente a las protestas de los estudiantes de izquierdas, atacando en particular al líder estudiantil Rudi Dutschke, que sufrió un intento de aseesinato. Los estudiantes boicotearon la distribución de las publicaciones de Springer y se manifestaron contra ellas.
En 2003, la filial polaca de Axel Springer lanzó el diario sensacionalista Fakt, que se convirtió rápidamente en el más leído del país. En 2007 Axel Springer AG compró un 82,25% del primer grupo de información dirigida a la mujer en internet AuFeminin.com, que luego vendió al canal de televisión francés TF1.  En 2021 adquirió el influyente diario estadounidense Politico, lo cual generó una controversia sobre la libertad de expresión de sus periodistas. El mismo año, Bild lanzó una campaña de cancelación contra una periodista a la que acusaba de haber participado en manifestaciones a favor de Palestina.
Otras compras de Axel Springer incluyen: Bussiness Insider, en 2015;la startup Morning Brew, en 2020; y Protocol, un medio tecnológico. 

## Ideario
La línea editorial del grupo Axel Springer SE fue definida por su fundador en 1965 por su fundador y se caracteriza por su apoyo a:
- la libertad, la democracia y la unidad europea
- el estado de Israel
- la OTAN y los vínculos entre Europa y Estados Unidos
- la economía de mercado

Este ideario seguía en vigor a fecha de 2021.

## Controversias

### Sesgo editorial y presuntos vínculos con las agencias de inteligencia estadounidenses
Muchos académicos y observadores independientes han denunciado un "servilismo a los intereses geopolíticos estadounidenses" de Axel Springer y sus filiales hasta el día de hoy. Sus filiales difunden una visión fuertemente proamericana en la que la crítica a la política exterior de EE. UU. está prácticamente ausente.  Según Foreign Policy, Axel Springer SE "tiene un historial de décadas de doblar la ética periodística para las causas de la derecha". The Guardian ha calificado el ideario de Springer de “pro-EEUU, pro-OTAN, pro-Israel, pro-austeridad, pro-capital, anti-Rusia, anti-China.”
En una entrevista con The Nation, dos ex oficiales de la CIA alegaron que Axel Springer recibió 7 millones de dólares de la CIA para apoyar los intereses geopolíticos estadounidenses con su editorial. Aunque no han salido a la luz pruebas concluyentes, La académica alemana Gudrun Kruip considera creíbles las acusaciones de los agentes de la CIA, ya que Springer, según su propia autobiografía, no tenía dinero para financiar realmente la editorial cuando se fundó, por lo que era poco probable que pudiera financiar su rápido ascenso sin "dinero del exterior".  

### Acusaciones de injerencia editorial en Polonia
En 2017, Ringer Axel Springer Polska fue acusada por el gobierno polaco de injerencia editorial, cuando el jefe de la empresa conjunta Mark Dekan escribió una carta a los empleados polacos de la compañía en la que llamaba "perdedor" al político polaco Jaroslaw Kaczynski por oponerse a la candidatura de Donald Tusk como presidente de la Unión Europea, y afirmando que "Este es el momento en el que los medios de comunicación libres, como los nuestros, deben ser activos. Hablamos en nombre de las ideas de... una Europa unida". En la carta, Dekan también planteaba su preocupación por el hecho de que la integración europea fuera poco apoyada por la generación más joven de polacos y se comprometía a tomar las medidas oportunas, sugiriendo: "Digámosles lo que tienen que hacer para permanecer en el carril rápido y no acabar en el aparcamiento".

### Abuso de poder y acoso sexual
En marzo de 2021, Der Spiegel informó de las acusaciones de que el director de Bild, Julian Reichelt, había ascendido a varias empleadas jóvenes a cambio de sexo y había intentado comprar su silencio antes de despedirlas. Ambos informaron de que Axel Springer había investigado y desestimado las denuncias contra Reichelt, y había procedido a suprimir la información sobre la controversia por parte de otros medios. Al parecer, el director general, Mathias Doepfner también estaba dispuesto a apoyar a Reichelt debido a las fuertes inclinaciones políticas de derechas de este último. Más tarde, ese mismo mes, Axel Springer dio marcha atrás y despidió a Reichelt.

## Axel Springer España

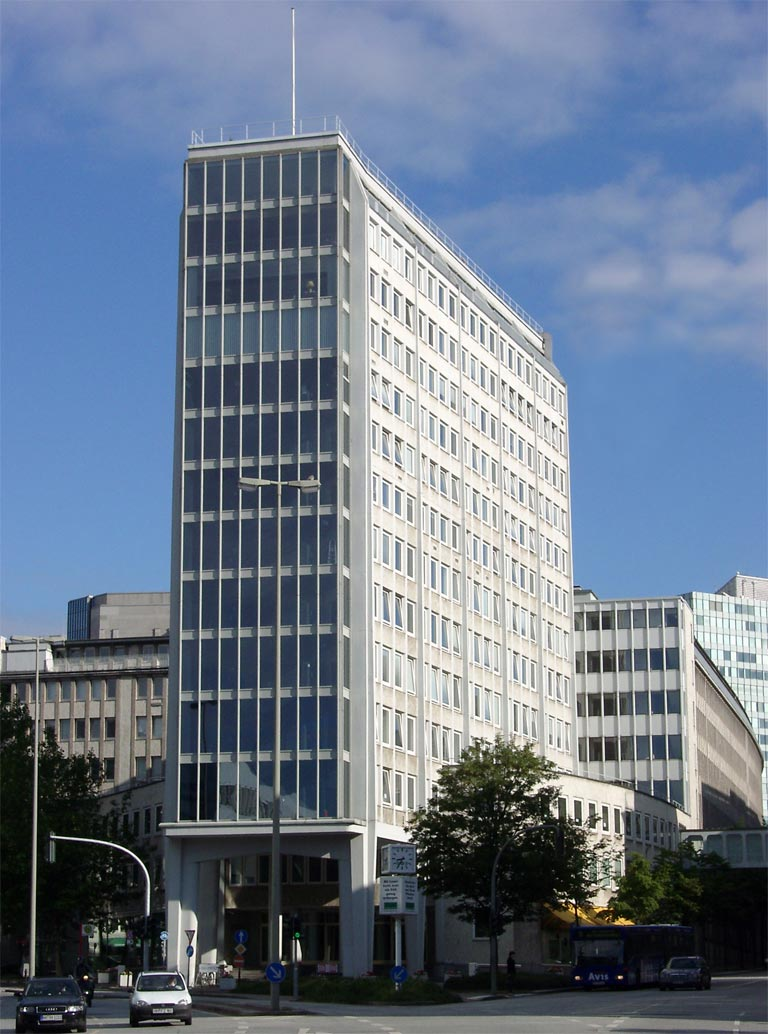
Sede de Axel Springer en Berlín.

En 1998 compró la editorial española Hobby Press, con títulos como Hobby Consolas, PC Manía, Micromanía y otras. Edita otras revistas como Playmanía (mercado PlayStation) y la Revista Oficial Nintendo (mundo Nintendo). En 2010 lanzó su primer sitio web en España, Hobbynews.es, que en 2012 fue rebautizado con el nombre de la primera marca de videojuegos del grupo, Hobbyconsolas.com. 
En el sector del motor, editaba la revista AutoBild desde su lanzamiento en 2005. En 2009, lanzaron el portal especializado en el mundo del motor Autobild.es.
En el sector de la tecnología, publicaba las revistas Computer Hoy, Personal Computer & Internet, y Android Magazine. En 2012 lanzó el portal especializado en tecnología y gadgets Computerhoy.com, y más tarde asumió el mando de la edición de Business Insider en España.
En 2024 Axel Springer España fue adquirida por la empresa española Henneo, con sede en Zaragoza. Tras el cambio de propiedad, esta antigua división de Axel Springer pasó a llamarse Henneo Magazines. 